# Frank (film)
Frank è un film del 2014 diretto da Lenny Abrahamson. È stato presentato al Sundance Film Festival 2014 e successivamente distribuito nelle sale cinematografiche britanniche il 9 maggio.
Pur non riprendendo nella trama fatti reali, il film è liberamente ispirato al personaggio di Frank Sidebottom, alter ego del musicista e comico britannico Chris Sievey, e ai cantautori Daniel Johnston e Captain Beefheart.

## Trama
Jon, un aspirante cantautore, assiste a una strana scena mentre cammina lungo la spiaggia della sua città: un uomo cerca di affogarsi e viene fermato dalle forze dell'ordine, per poi essere portato in ospedale. Sul luogo c'è anche Don, il quale spiega a Jon che l'uomo è il tastierista di un gruppo che gestisce, i Soronprfbs. Sentendo questo, Jon afferma di essere anche lui un tastierista e, poiché il gruppo ha un concerto in programma, viene invitato a suonare con loro quella sera stessa. Nel locale Jon incontra il resto della band, ma fra tutti gli eterogenei membri rimane particolarmente colpito dal leader Frank, che indossa una maschera di cartapesta. Più tardi saprà che non la toglie mai, nemmeno quando dorme o sotto la doccia. Il concerto va bene, fino a quando Clara non rompe il suo theremin e si infuria.
Frank apprezza lo stile di Jon e lo invita a diventare un membro a tempo pieno. La band si sposta in Irlanda, dove potranno registrare il loro primo album in una casa isolata dove resteranno per circa un anno. Nel corso del tempo Clara diventa gelosa dell'amicizia di Frank con Jon e tormenta continuamente quest'ultimo, dicendogli che è mediocre e privo di talento. Durante una delle loro litigate l'odio fra i due si trasforma in passione e finiscono per fare sesso, ma una volta finito Clara ripete che Jon lo disgusta e non capiterà mai più.
Don racconta a Jon che voleva essere anche lui un cantautore, ma non aveva talento. Gli dice anche che Frank è speciale e che con il tempo potrebbe pensare di voler essere come lui, ma ciò è impossibile: Frank è unico. Don implica che il rapporto con il leader della band farà male a Jon così come a lui, che infatti soffre di depressione. Tuttavia, Jon è convinto che la malattia mentale di Frank derivi da un'infanzia difficile e pensa che, se l'avesse avuta anche lui, avrebbe anche la stessa creatività, quindi spera che il tempo trascorso con la band lo aiuti a raggiungere questo obiettivo. La mattina dopo Jon trova Frank impiccato a un albero e con l'aiuto del resto della band cerca di soccorrerlo. Togliendogli la maschera, però, scopre che in realtà si tratta di Don. Durante la cremazione, Jon viene a sapere che Don era stato il primo tastierista di Frank e si rende conto che ogni membro della band che ha avuto quel ruolo ha avuto poi un collasso mentale. Successivamente Jon rivela di aver postato diverse sessioni di prove e registrazioni della band online. In questo modo i Soronprfbs hanno guadagnato un piccolo seguito e sono stati invitati a festival South by Southwest, negli USA. Clara è contraria all'idea di andarci e accusa Jon di voler manipolare Frank facendogli avere manie di grandezza, tuttavia Frank vuole essere effettivamente popolare e creare "musica estremamente orecchiabile", così decide di andare; Clara avverte Jon che, se le cose andranno male, lo pugnalerà.
All'arrivo in Texas la band sparge nel deserto le ceneri di Don, ma realizzano di aver confuso il contenitore dei suoi resti con quello di cibo in polvere per Frank. Successivamente si recano ad Austin e al banco di registrazione scoprono di non essere così popolari come pensavano e che il pubblico non avrà idea di chi siano veramente. Sentendo questo Frank inizia ad agitarsi e ad avere attacchi di panico: Clara capisce che non può gestire la situazione e supplica Jon di convincere Frank a non presentarsi sul palco, ma il ragazzo rifiuta e collabora con il leader della band per cercare di creare una versione più orecchiabile delle loro canzoni. Il giorno prima del concerto Clara e Frank scompaiono: Jon li trova in un vicolo dove la donna sta cercando di calmare Frank e convincerlo ad andare via; Jon però è più persuasivo e gli fa ignorare Clara, la quale mantiene la promessa fatta e lo pugnala a una gamba, venendo poi arrestata dalla polizia. Di ritorno in albergo, la batterista Nana e il chitarrista Baraque accusano Jon di esservi voluto appositamente sbarazzare di Clara e lasciano la band. Di conseguenza Jon e Frank diventano un duo e si presentano sul palco, accolti in modo caloroso dal pubblico: Jon annuncia che si tratta del giorno più bello della sua vita e comincia a cantare una delle sue canzoni ignorando Frank, che crolla a terra in un esaurimento nervoso, dice a Jon che la sua musica fa schifo e poi sviene. Il giorno dopo Jon cerca di far ragionare con Frank e perfino di togliergli finalmente la maschera, ma lo spaventa e, quando cerca di scappare, viene investito da un'auto. Jon si avvicina al luogo dell'incidente, ma scopre che Frank si è già allontanato, lasciando a terra i resti della sua maschera.
Qualche tempo dopo Jon sta girando gli USA per rintracciare Frank finché si imbatte in un bar dove si esibiscono Clara, Nana e Baraque, che continuano a suonare insieme. Jon riesce finalmente a rintracciare Frank nella sua città natale a Bluff City (Kansas), dove vive con i suoi genitori. Questi spiegano che Frank ha avuto problemi di salute mentale dalla nascita, e nonostante le loro amorevoli cure e l'infanzia serena, loro figlio ha iniziato a indossare una maschera fin da adolescente quando il padre gliene fece una per una festa in costume e che lui non si tolse mai più: la sua abilità musicale non deriva dunque da alcun trauma, e anzi la sua malattia mentale lo ha limitato invece che aiutato, e dunque Jon non sarà mai in grado di essere come Frank, esattamente come Don gli aveva già detto. Jon finalmente vede Frank senza maschera: è depresso, con delle cicatrici sul viso e delle aree di alopecia in testa dovute all'uso prolungato della maschera. Jon si scusa con Frank per tutto quello che ha fatto e lo porta al bar dove suona il resto della band, che lo riconosce soltanto quando comincia a parlare e si unisce a loro per cantare. Vedendo la band è di nuovo riunita, Jon lascia il bar, allontanandosi per la sua strada.

## Distribuzione
Il film è stato distribuito nelle sale cinematografiche italiane il 13 novembre 2014.

## Riconoscimenti
- 2014 - Biografilm Festival:
  - Biografilm Europa Audience Award a Lenny Abrahamson;
- 2014 - British Independent Film Awards:
  - Migliore sceneggiatura a Jon Ronson e Peter Straughan;
  - Miglior contributo tecnico a Stephen Rennicks;
  - Candidatura come miglior regista Lenny Abrahamson;
  - Candidatura come miglior attrice non protagonista Maggie Gyllenhaal;
  - Candidatura come miglior attore non protagonista Michael Fassbender;
- 2014 - Dinard British Film Festival:
- 2014 - Dublin Film Critics Circle Awards:
- 2014 - Film Club's The Lost Weekend:
- 2014 - Las Vegas Film Critics Society Awards:
  - Miglior canzone a Stephen Rennicks (I Love You All);
- 2014 - SXSW Film Festival:
  - Candidatura al Audience Award a Lenny Abrahamson;
- 2015 - Chlotrudis Awards:
- 2015 - CinEuphoria Awards:
  - Miglior attore non protagonista a Michael Frassbender;
- 2015 - Irish Film and Television Awards:
  - Miglior attore non protagonista a Domhall Gleeson;
  - Miglior regista Lenny Abrahamson;
  - Miglior fotografia James Mather;
  - Candidatura come miglior film;
  - Candidatura come miglior attore principale a Michael Fassbender;
  - Candidatura come miglior montaggio a Nathan Nugent;